# خالد الدوسری
 خالد الدوساری (انگلیسی: Khaled al-Dosari؛ متولد ۱۱اوت ۱۹۷۲) تکواندوکار عربستان سعودی است. وی در بازی های المپیک تابستانی ۲۰۰۰ در وزن ۸۰+ کیلوگرم مردان رقابت کرد. او در دور اول مغلوب کیم کیونگ هون از کره جنوبی شد و سپس در شانس مجدد کارلوس دلگادو از نیکاراگوئه و میلتون کاسترو از کلمبیا را شکست داد، اما در مسابقه مدال برنز به پاسکال ژانتی از فرانسه باخت. الدوسری همچنین در مراسم افتتاحیه المپیک پرچمدار ملی عربستان سعودی بود.

## دستاوردها
| سال  | مسابقات                       | محل  | کلاس وزن               |
| ---- | ----------------------------- | ---- | ---------------------- |
| ۲۰۰۴ | مسابقات تکواندوی قهرمانی آسیا | سوم  | سنگین وزن (۸۴کیلوگرم)  |
| ۲۰۰۲ | مسابقات تکواندوی قهرمانی آسیا | سوم  | سنگین وزن (۸۴ کیلوگرم) |
| ۲۰۰۲ | بازی های آسیایی               | پنجم | سنگین وزن (۸۴ کیلوگرم) |
| ۲۰۰۰ | بازی های المپیک تابستانی      | پنجم | سنگین وزن (۸۰ کیلوگرم) |
| ۱۹۹۸ | مسابقات تکواندوی قهرمانی آسیا | دوم  | سنگین وزن (۸۳ کیلوگرم) |
| ۱۹۹۷ | مسابقات جهانی تکواندو         | سوم  | سنگین وزن (۸۳ کیلوگرم) |
| ۱۹۹۶ | مسابقات تکواندوی قهرمانی آسیا | سوم  | سنگین وزن (۸۳ کیلوگرم) |